# Cantonul Retournac
Cantonul Retournac este un canton din arondismentul Yssingeaux, departamentul Haute-Loire, regiunea Auvergne, Franța.

## Comune
- Retournac (reședință)
- Saint-André-de-Chalencon
- Solignac-sous-Roche